# Victor Hope, 2:e markis av Linlithgow
Victor Alexander John Hope, andre markis av Linlithgow, född 24 september 1887 på Hopetoun House nära South Queensferry i Linlithgowshire (i nuvarande West Lothian), död 5 januari 1952 i South Queensferry i Linlithgowshire, var en brittisk ämbetsman. Han var son till John Hope, 1:e markis av Linlithgow.
Linlithgow var bland annat vicekung av Indien 1936–1943.